# Franck Obambou
Franck Obambou (Franceville, 26 de junho de 1987) é um futebolista profissional gabonense que atua como defensor.

## Carreira
Franck Obambou fez parte do elenco da Seleção Gabonense de Futebol na Campeonato Africano das Nações de 2017.